# Kaio Jorge
Kaio Jorge Pinto Ramos, allgemein bekannt als Kaio Jorge oder auch als Kaio (* 24. Januar 2002 in Olinda), ist ein brasilianischer Fußballspieler. Aktuell ist Kaio Jorge beim Cruzeiro EC in Belo Horizonte unter Vertrag. Der Stürmer gewann mit der brasilianischen U17-Nationalmannschaft die U17-Weltmeisterschaft.

## Karriere

### Verein
Der in Olinda geborene Kaio Jorge schloss sich im Jahr 2012 mit zehn Jahren der Nachwuchsabteilung des FC Santos an. Im November 2017 wurde er mit 15 Jahren in die U20-Mannschaft befördert. Nicht einmal ein Jahr später, am 21. September 2018 beförderte ihn der Cheftrainer Cuca in die erste Mannschaft. Neun Tage später debütierte er beim 1:0-Heimsieg gegen Athletico Paranaense, als er in der 82. Spielminute für Bruno Henrique eingewechselt wurde. Dies war sein einziger Einsatz im Spieljahr 2018. Auch in der folgenden Saison 2019 kam er nur zu drei Kurzeinsätzen für die Peixe.
In der Série A 2020 hatte Kaio Jorge 28 Ligaeinsätze von 38 möglichen bestritten (vier Tore). Hinzu kamen in dem Jahr sieben Spiele in der Staatsmeisterschaft von São Paulo (vier Tore) und zwölf Spiele in der Copa Libertadores 2020. Hier mit seinen fünf Toren in dem Turnier teilte er sich den vierten Platz in der Torschützenliste. Er hatte sich weitestgehend als Stammkraft etabliert, welches auch seine Leistungsdaten belegen. Bis zum Juli hatte Kaio Jorge wettbewerbsübergreifend in 28 Spielen acht Tore erzielt. Im August 2021 wechselte der Spieler zu Juventus Turin nach Italien. Der Vertrag erhielt eine Laufzeit bis 2026. Bei Juventus konnte er sich in der ersten Mannschaft nicht durchsetzen und spielte ab der Saison 2023/24 als Leihgabe bei Frosinone Calcio.
Im Sommer 2024 kehrt Kaio Jorge nach Brasilien zurück und wechselt zum Cruzeiro EC aus Belo Horizonte. Hier erhielt er einen Fünfjahresvertrag. Der FC Santos hatte eine Erstkaufklausel bei dem Wechsel des Spielers nach Turin vereinbart. Nachdem Santos aber nicht von Juventus über das Angebot von Cruzeiro informiert wurde und die Klausel keine Strafe bei Nichteinhaltung vorsah, verzichtete der Klub auf eine Klage gegen den Wechsel bei der FIFA. Ab Öffnung des offiziellen Transferfensters am 10. Juli 2024 konnte Kaio Jorge für den Klub antreten. Sein Debüt für den Klub aus Minas Gerais gab er am 18. Spieltag der Série A 2024 am 20. Juli bei der SE Palmeiras in São Paulo (0:2-Niederlage). Am 1. September gelang ihm dann sein erstes Tor für den Klub. Im Heimspiel gegen Atlético Goianiense am 25. Spieltag nach Vorlage von Matheus Pereira das Tor zum 3:1-Endstand.

### Nationalmannschaft
Kaio Jorge nahm mit der brasilianischen U15-Nationalmannschaft an der U15-Südamerikameisterschaft 2017 in Argentinien teil. Im Turnier erzielte er in drei Spielen vier Tore und errang mit Brasilien den zweiten Platz.
Im Oktober 2018 debütierte Kaio Jorge in der U17. Im September 2019 wurde er in den Kader Brasiliens für die U17-Weltmeisterschaft im eigenen Land einberufen. Er beförderte seine Mannschaft mit vier Toren und zwei Vorlagen ins Endspiel gegen Mexiko. Beim 2:1-Finalsieg erzielte er einen Treffer und wurde im Anschluss an den Wettbewerb mit dem Bronze Boot ausgezeichnet.

## Erfolge
Brasilien U17
- U17-Weltmeister: 2019

Auszeichnungen
- Bronze Boot bei der U17-Weltmeisterschaft